# Bayfront
L'Estació de Bayfront MRT (CE1/DT16) és un intercanviador subterrani del Metro de Singapur (MRT), que pertany a les línies Downtown Line i Circle Line, situada en el districte de Downtown Core de Singapur.
L'estació de Bayfront dona servei principalment al centre turístic de Marina Bay Sands. Actualment també és l'estació del metro de Singapur propera als Jardins de la Badia, però aquest títol el prendrà l'estació de tren del mateix nom quan obri l'any 2021.
Aquesta estació és una de cinc estacions de la xarxa de MRT que conformen un intercanviador intermodal; les altres estan situades a Jurong East, City Hall, Raffles Place i Tanah Merah.

## Història

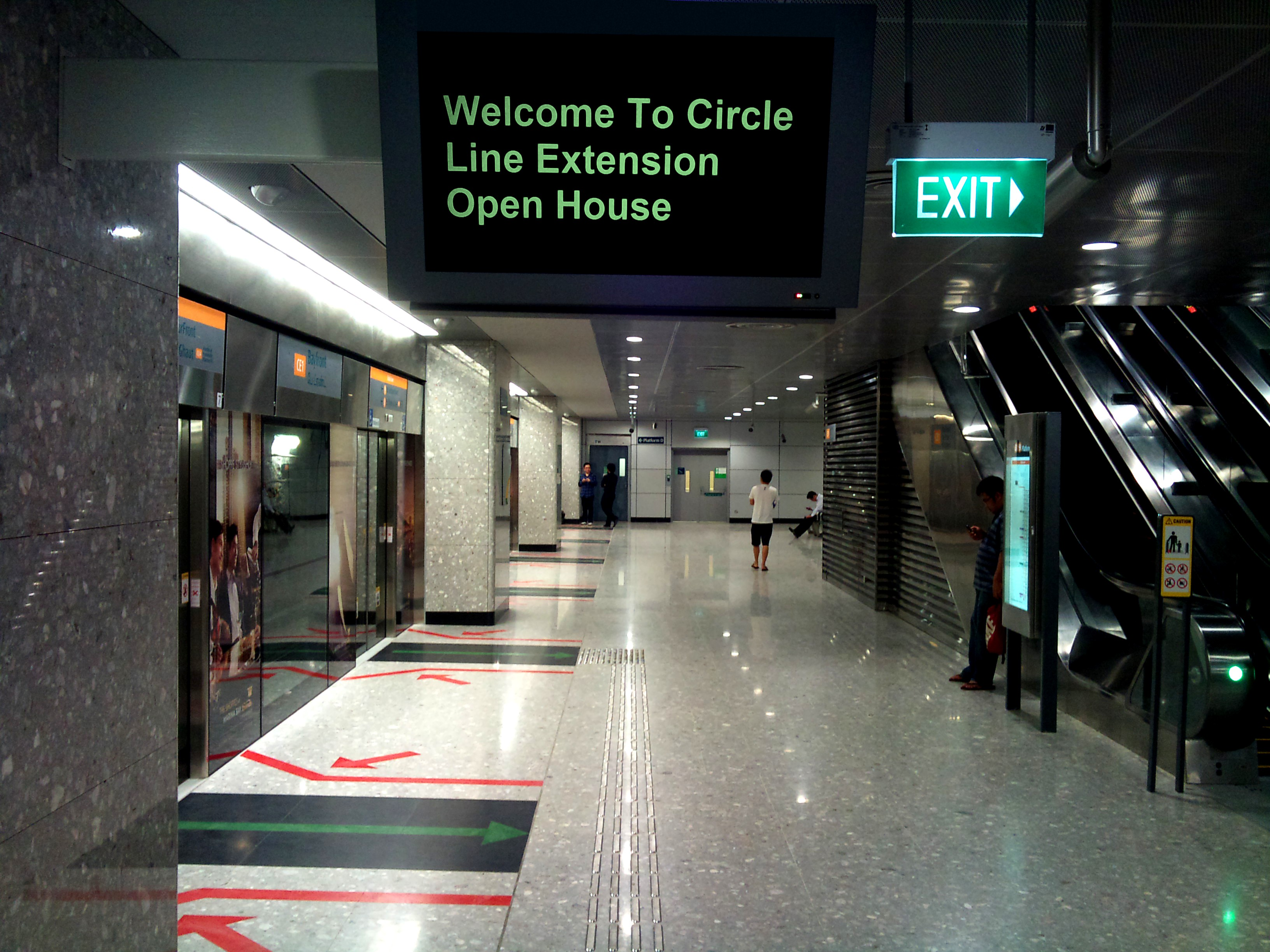
Andana de la Circle Line a l'estació de Bayfront. La fotografia està presa en les jornades de portes obertes de la Circle Line.

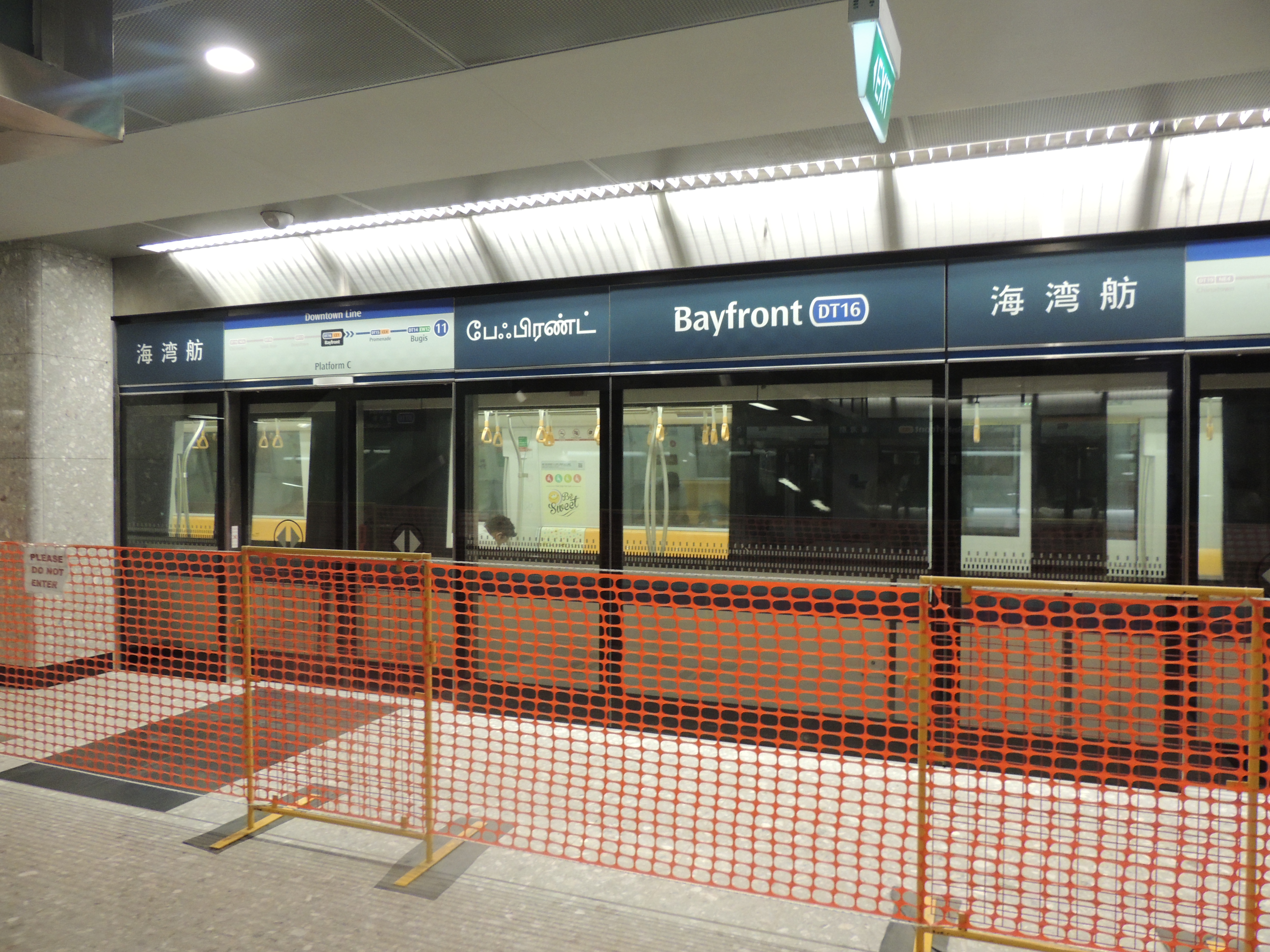
Andanes de la Downtown Line. Aquesta fotografia està presa abans de la inauguració.

La construcció de l'estació de Bayfront va començar el gener de 2007. Es va utilitzar un mètode top-down de construcció mentre s'executava el projecte de Marina Bay Sands des del 12 de març de 2006. Es va decidir que l'extensió de la Circle Line (Línia Circular) finalitzés a Marina Bay, i que es tanqués la construcció circular l'any 2025. Pel que fa al nom de l'estació, es va considerar anomenar-la "Marina Bay Sands", però finalment va prendre el nom de la zona de Bayfront. L'estació fou finalitzada per l'Autoritat del Transport Terrestre el 10 de gener de 2010. El 14 de gener de 2012, es van inaugurar les andanes de l'estació de la Circle Line. El 22 de desembre de 2013 es van obrir les andanes de l'estació de la Downtown Line.

## Art
L'estació conté un mural titulat "When the Ships Comes In" de Lee Wen, format per un collage, situat en els passadissos subterranis de l'estació. El collage, format per imatges de vaixells, fou dibuixant per joves singaporesos, i rememora el passat del Port de Singapur i les esperances futures de la ciutat.

## Serveis i connexions
Hi ha diverses andanes que donen servei a l'estació de Bayfront:
- Andana A, localitzada a B2, és per trens en direcció a CG1 DT35 Expo (12) (Downtown Line)
- Andana B, localitzada a B2, és per trens en direcció a NS27 CE2 Marina Bay (10) (Circle Line)
- Andana C, localitzada a B3, és per trens en direcció a BP6 DT1 Bukit Panjang (11) (Downtown Line)
- Andana D, localitzada a B3, és per trens cap a CC6 Stadium (Circle Line). Durant les hores punta, els trens que arriben a l'andana D continuen el seu viatge de la Circle Line cap a NE1 CC29 HarbourFront. (6)(9)

Addicionalment, els serveis d'autobús 97, 97e, 106, 133, 502, 502A, 518, 518A, NR1 i NR6 també tenen parada a dues de les parades clau de Bayfront Avenue, que està a prop de Marina Bay Sands i de l'estació de Bayfront, respectivament.